# Gorgui Dieng
Gorgui Sy Dieng (* 18. Januar 1990 in Kébémer, Senegal) ist ein senegalesischer Basketballspieler, der zurzeit bei den San Antonio Spurs in der NBA unter Vertrag steht.

## Karriere
Dieng wuchs in Senegal auf und kam über ein Basketballprogramm in die USA. Er spielte ein Jahr für die Huntington Prep High School und wechselte danach an die University of Louisville. Für diese spielte er drei Jahre und gewann in seinem Junior-Jahr 2013 das NCAA-Division-I-Basketball-Championship-Turnier.
In der NBA-Draft 2013 wurde er zunächst von den Utah Jazz an 21. Stelle ausgewählt, jedoch kurz darauf zusammen mit Shabazz Muhammad zu den Minnesota Timberwolves transferiert. Im Gegenzug wechselte Trey Burke zu den Jazz.
Dieng erzielte am 20. März 2014 mit 22 Punkten und 21 Rebounds ein 20/20-Spiel. Er war damit der erste Timberwolves-Rookie, dem dies gelang. Dieng schloss sein erstes Jahr mit 4,8 Punkten und 5,0 Rebounds pro Spiel ab, was ihm eine Berufung ins NBA All-Rookie Second Team einbrachte. Im Februar 2020 gab Minnesota ihn an die Memphis Grizzlies ab, die ihn Ende März 2021 aus dem Aufgebot strichen. Wenige Tage später wurde Dieng von den San Antonio Spurs unter Vertrag genommen. Im August 2021 verpflichteten ihn die Atlanta Hawks. In Atlanta sank seine mittlere Einsatzzeit erstmals seit seinem Wechsel in die NBA unter zehn Minuten.
In August 2022 holten ihn die San Antonio Spurs zurück.

### Nationalmannschaft
Mit der Nationalmannschaft des Senegal erreichte der bei der Afrikameisterschaft 2021 den dritten Platz. Dieng war mit 20 Punkten je Begegnung bester Korbschütze des Turniers.

## Sonstiges
2021 wurde er Vorsitzender des Vereins Kébémer Basket Club aus seiner Heimatstadt. Dieng ist praktizierender Muslim.

## Karriere-Statistiken

### NBA

#### Hauptrunde
| Saison  | Team                  | GP  | GS  | MPG  | FG % | 3P %  | FT % | RPG | APG | SPG | BPG | PPG  |
| ------- | --------------------- | --- | --- | ---- | ---- | ----- | ---- | --- | --- | --- | --- | ---- |
| 2013–14 | Minnesota             | 60  | 15  | 13.6 | .498 | 1.000 | .634 | 5.0 | 0.7 | 0.5 | 0.8 | 4.8  |
| 2014–15 | Minnesota             | 73  | 49  | 30.0 | .506 | .167  | .783 | 8.3 | 2.0 | 1.0 | 1.7 | 9.7  |
| 2015–16 | Minnesota             | 82  | 39  | 27.1 | .532 | .300  | .827 | 7.1 | 1.7 | 1.1 | 1.2 | 10.1 |
| 2016–17 | Minnesota             | 82  | 82  | 32.4 | .502 | .372  | .814 | 7.9 | 1.9 | 1.1 | 1.2 | 10.0 |
| 2017–18 | Minnesota             | 79  | 0   | 16.9 | .479 | .311  | .775 | 4.6 | 0.9 | 0.6 | 0.5 | 5.9  |
| 2018–19 | Minnesota             | 76  | 2   | 13.6 | .501 | .339  | .830 | 4.1 | .9  | .6  | .5  | 6.4  |
| 2019–20 | Minnesota / Memphis   | 63  | 17  | 17.4 | .456 | .355  | .772 | 5.6 | 1.2 | 0.8 | 0.9 | 7.4  |
| 2020–21 | Memphis / San Antonio | 38  | 1   | 14.5 | .521 | .429  | .866 | 3.7 | 1.3 | 0.7 | 0.4 | 6.8  |
| 2021–22 | Atlanta               | 44  | 3   | 8.4  | .473 | .426  | .731 | 2.8 | 0.8 | 0.3 | 0.3 | 3.5  |
| Gesamt  | Gesamt                | 597 | 208 | 20.5 | .500 | .367  | .791 | 5.7 | 1.3 | 0.8 | 0.9 | 7.5  |

#### Play-offs
| Saison  | Team      | GP | GS | MPG  | FG % | 3P % | FT % | RPG | APG | SPG | BPG | PPG |
| ------- | --------- | -- | -- | ---- | ---- | ---- | ---- | --- | --- | --- | --- | --- |
| 2017–18 | Minnesota | 5  | 0  | 14.0 | .333 | .400 | .750 | 3.6 | 0.8 | 0.4 | 0.8 | 3.4 |
| Gesamt  | Gesamt    | 5  | 0  | 14.0 | .333 | .400 | .750 | 3.6 | 0.8 | 0.4 | 0.8 | 3.4 |